# Musikåret 1979

## Händelser

### Februari
- 17 – Ted Gärdestads låt Satellit vinner den svenska uttagningen till Eurovision Song Contest på Cirkus i Stockholm [1].

### Mars
- 31 – Gali Atari & Milk and Honeys låt Hallelujah vinner Eurovision Song Contest i Jerusalem för Israel [2]

### Maj
- 5 – Operan Animalen med text av Tage Danielsson och musik av Lars Johan Werle uruppförs på Stora Teatern i Göteborg [3].

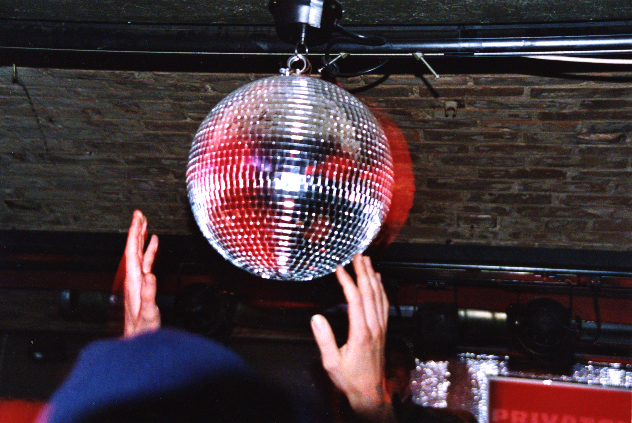
Discomusikens framfart pekades ut som anledning till Dansbandsdöden.

- 17 – Sveriges Television sänder ett inslag om Dansbandsdöden i Sverige.
- 26 – Lolita Pop börjar spela ihop på Rockmagasinet i Örebro.

### Juli
- Juli – 10 000 discoskivor bränns på bål under en basebollmatch i Chicago under den så kallade "Disco Demolition Night".[4]
- 1 – Sony lanserar den portabla kassettbandspelaren Walkman i Japan.[5]
- 22 – Ayatollah Khomeini meddelar att musik verkar som ett "opium på de ungas hjärnor", och därför ska slopas i regimens radio- och TV-program.[6]

### Augusti
- 3 – Allsång på Skansen börjar sändas i SVT.[7]

### September
- 13 – Abba inleder i Edmonton sin månadslånga turné.[6]
- 24 – SVT börjar sända Måndagsbörsen.[8]

### Oktober
- 5 – Abba besöker Vita huset.[6]
- 29 – En fyra timmar lång önskekonsert markerar 25-årsdagen av svenska TV-utsändningar.[9]

### November
- 30 – SR:s underjordiska konsertlokal Berwaldhallen i Stockholm invigs.[3]

### December
- 3 – Elva personer trampas ihjäl då The Who ger konsert i Cincinnati.[10]
- 30 – Gruppen Emerson, Lake & Palmer upplöses.

### Okänt datum
- Abba turnerar i Kanada, USA och Europa.[11]

- Ska-punkgruppen Rasta Hunden bildas i Sundsvall.

## Priser och utmärkelser
- Atterbergpriset – Erland von Koch
- Birgit Nilsson-stipendiet – Karin Mang-Habashi
- Stora Christ Johnson-priset – Hans Holewa för Symfoni nr 3
- Mindre Christ Johnson-priset – Miklós Maros för Symfoni nr 2
- Hugo Alfvénpriset – Lennart Hedwall
- Jan Johansson-stipendiet – Rune Carlsson
- Jazz i Sverige – Mount Everest
- Jenny Lind-stipendiet – Eva Mannerstedt
- Jussi Björlingstipendiet – Britt Marie Aruhn och Rolf Jupither
- Medaljen för tonkonstens främjande – Anna-Carolina Edholmer, Sten Frykberg och Olof Hult
- Norrbymedaljen – Gösta Ohlin
- Spelmannen – Erik Saedén och Monica Zetterlund
- Svenska Dagbladets operapris – Göran Järvefelt

## Årets album
Vänligen sortera soloartister på efternamn, musikgrupper på förstabokstaven (utan engelskans "The" och "A")
- Abba – Voulez-Vous [12]
- Abba – Greatest Hits Vol. 2 [13]
- AC/DC – Highway to Hell
- Aerosmith – Night in the Ruts
- Bad Company – Desolation Angels
- The Beach Boys – L.A. (Light Album)
- Blandade artister – Nej till kärnkraft!
- Blondie – Eat to the Beat
- Bob Marley and the Wailers – Survival
- David Bowie – Lodger
- J.J. Cale – 5
- Camel – I Can See Your House from Here
- The Cars – Candy-O
- Chic – Risqué
- The Clash – London Calling
- Leonard Cohen – Recent Songs
- Ry Cooder – Bop till You Drop
- Elvis Costello – Armed Forces
- The Cure – Three Imaginary Boys
- Holger Czukay – Movies
- Dag Vag – Dag Vag
- Kikki Danielsson – Rock'n Yodel
- Dire Straits – Communiqué
- Eagles – The Long Run
- Earth, Wind & Fire – I Am
- Ebba Grön – We're only in it for the drugs
- Dave Edmunds – Repeat When Necessary
- Electric Light Orchestra – Discovery
- Marianne Faithfull – Broken English
- Foreigner – Head Games
- Funkadelic – Uncle Jam Wants You
- Art Garfunkel – Fate for Breakfast
- Peter Green – In the Skies
- Hansson de Wolfe United – Iskalla killen (full av mänsklig värme)
- Rupert Holmes – Partners in Crime
- The Human League – Reproduction
- Iron Maiden – The Soundhouse Tapes
- Joe Jackson – Look Sharp!
- Michael Jackson – Off the Wall
- The Jam – Setting Sons
- Japan – Quiet Life
- Keith Jarrett – Eyes of the Heart
- Joy Division – Unknown Pleasures
- Judas Priest – Hell Bent for Leather
- Judas Priest – Unleashed in the East
- Kiss – Dynasty
- Led Zeppelin – In Through the Out Door
- Nick Lowe – Labour of Lust
- Madness – One Step Beyond (debut)
- Magazine – Secondhand Daylight
- Manfred Mann's Earth Band – Angel Station
- Pat Metheny Group – American Garage
- Molly Hatchet – Flirtin' with Disaster
- Mörbyligan – Mörbyligan 1978-80
- Gary Numan – The Pleasure Principle
- Roy Orbison – Laminar Flow
- Graham Parker – Squeezing Out Sparks
- Dolly Parton – Great Balls of Fire
- Tom Paxton – Up & Up
- Tom Petty & the Heartbreakers – Damn the Torpedoes
- Pink Floyd – The Wall
- The Police – Reggatta de Blanc
- Iggy Pop – New Values
- Lou Reed – The Bells
- The Residents – Eskimo
- Simple Minds – Life in a Day (debut)
- Simple Minds – Real to Real Cacophony
- The Specials – The Specials
- Styx – Cornerstone
- Supertramp – Breakfast in America
- Talking Heads – Fear of Music
- Toto – Hydra
- James Taylor – Flag
- Thorleifs – Sköt om dej
- Tubeway Army (Gary Numan) – Replicas
- Monica Törnell – Ingica Mångrind
- Van Halen – Van Halen II
- Anna Vissi – Kitrino Galazio
- The Who – The Kids Are Alright OST
- Wizex – Some Girls and Trouble Boys
- XTC – Drums and Wires
- Yes – Tormato
- Neil Young – Rust Never Sleeps
- Frank Zappa – Sheik Yerbouti

## Årets singlar & hitlåtar
Vänligen sortera soloartister på efternamn, musikgrupper på förstabokstaven (utan engelskans "The" och "A")
- Abba – Chiquitita [12]
- Abba – Does Your Mother Know [12]
- Abba – Gimme! Gimme! Gimme! (A Man After Midnight) [12]
- Abba – I Have a Dream [12]
- Abba – Voulez-Vous [12]
- Herb Alpert – Rise
- Atlanta Rhythm Section – Spooky
- Bad Company – Rock'n'roll Fantasy
- The Bar-Kays – Moove Your Boogie Body
- The Beat – Tears of a Clown / Ranking Full Stop
- Bellamy Brothers – If I Said You Had a Beautiful Body Would You Hold It Against Me
- Boomtown Rats – I Don't Like Mondays
- The Buggles – Video Killed the Radio Star
- Bobby Caldwell – What You Won't Do for Love
- Chic – Good Times
- Chic – I Want Your Love
- Chic – Le Freak
- The Clash – London Calling
- Con Funk Shun – Chase Me
- Elmo and Patsy – Grandma Got Run Over by a Reindeer
- Elvis Costello – Oliver's Army
- Kikki Danielsson – El Lute [14]
- Kikki Danielsson – Rock'n Yodel
- Kikki Danielsson – Talking in Your Sleep
- Kikki Danielsson – Que Será, Será
- Dire Straits – Sultans of Swing
- Doobie Brothers – What a Fool Believes
- Dr.Hook – Sharing the Night Together
- Dr.Hook – When You're in Love with a Beautiful Woman
- Eagles – Heartache Tonight
- Eagles – The Long Run
- Earth, Wind & Fire – After the Love Has Gone
- Earth, Wind & Fire – Boogie Wonderland
- E.L.O. – Don't Bring Me Down
- E.L.O. – Last Train To London
- E.L.O. – Shine a Little Love
- Fleetwood Mac – Task
- Funkadelic – Knee Deep
- Art Garfunkel – Bright Eyes
- Gyllene Tider – Flickorna på TV 2 [15]
- Iron Maiden – The Soundhouse Tapes
- The Jam – The Eton Rifles
- Robert John – Sad Eyes
- Joy Division – Transmission
- Kiss – I Was Made For Loving You
- Nicolette Larson – Lotta Love
- McFadden & Whitehead – Ain't No Stoppin' Us Now
- Madness – The Prince
- Madness – One Step Beyond
- Madness – My Girl
- Ian Matthews – Shake It
- Night – Hot Summer Nights
- Gary Numan – Cars
- Nigel Olson – Dancing Shoes
- Orchestral Manoeuvres in the Dark – Electricity
- Dolly Parton – You're the Only One
- Peaches & Herb – Reunited
- Peaches & Herb – Shake Your Groove Thing
- The Police – Message in a Bottle
- The Pretenders – "Stop Your Sobbing"
- The Pretenders – "Kid"
- Kenny Rogers – Coward of the County
- Kenny Rogers – She Believes in Me
- Kenny Rogers – You Decorated My Life
- The Selecter – The Selecter
- The Selecter – On My Radio
- Sister Sledge – He's the Greatest Dancer
- Sister Sledge – We Are Family
- Sniff 'N' Tears – Driver's Seat
- J.D. Souther – You're Only Lonely
- The Specials – Gangsters
- The Specials – A Message to You Rudy
- John Stewart – Gold
- Rod Stewart – Do Ya Think I'm Sexy
- Donna Summer – Bad Girls
- Donna Summer – Hot Stuff
- Tubeway Army – Are 'Friends' Electric?
- Magnus Uggla Band – Magnus Uggla band sjunger schlagers

## Publicerad musik
- Jullov, text och musik av Mats Winqvist.

## Sverigetopplistan1979
| Datum                 | Låttitel         | Artist/grupp      | Bakgrund       |
| --------------------- | ---------------- | ----------------- | -------------- |
| 12 januari 1979 (2v)  | Mary's Boy Child | Boney M.          | Tyskland       |
| 26 januari 1979 (2v)  | Too Much Heaven  | Bee Gees          | Australien     |
| 9 februari 1979 (12v) | Y.M.C.A.         | Village People    | USA            |
| 4 maj 1979 (10v)      | Hallelujah       | Milk and Honey    | Israel         |
| 13 juli 1979 (2v)     | Pop Muzik        | M                 | Storbritannien |
| 27 juli 1979 (6v)     | Born to Be Alive | Patrick Hernandez | Frankrike      |
| 7 september 1979 (6v) | Bobby Brown      | Frank Zappa       | USA            |
| 9 oktober 1979 (14v)  | Oh! Susie        | Secret Service    | Sverige        |

## Jazz
- Spyro Gyra: Morning Dance
- Max Roach, Anthony Braxton: One in Two
- Max Roach: Pictures In A Frame
- Woody Shaw: Woody III
- Ralph Towner: Solo Concert
- Cecil McBee: Alternate Spaces
- Al Di Meola: Splendido Hotel

## Klassisk musik
- Osvaldas Balakauskas – Symphony No. 2
- Pascal Bentoiu – Symphony No. 5, Op. 26
- Luciano Berio – Scena
- Harrison Birtwistle – … agm …

## Födda
- 11 januari – Siti Nurhaliza, malaysisk R&B-sångare.
- 16 januari – Aaliyah, amerikansk sångare och skådespelare.
- 20 januari – Rob Bourdon, amerikansk musiker, trummis i Linkin Park.
- 29 januari – Ken Ring, svensk rappare.
- 1 februari – Julie Roberts, amerikansk countryartist.
- 8 februari – Sune Mattias Emanuelsson, svensk tonsättare.
- 9 februari – Maria Winther, svensk jazzsångare och kompositör.
- 11 februari – Brandy, amerikansk grammybelönad R&B-sångare.
- 11 mars
  - Benji Madden, amerikansk musiker, gitarrist i pop/punkbandet Good Charlotte.
  - Joel Madden, amerikansk musiker, sångare i pop/punkbandet Good Charlotte.
- 12 mars
  - Pete Doherty, engelsk musiker.
  - Molly Kien, amerikansk tonsättare, verksam i Sverige.
- 13 mars
  - Axel Englund, svensk tonsättare.
  - Krille Kellerman, svensk gitarrist och låtskrivare i Aggressive Chill.
  - Sandra Dahlberg, svensk sångare.
- 30 mars – Norah Jones, amerikansk artist.
- 8 april – Alexi Laiho, finländsk musiker, gitarrist i Children of Bodom och Sinergy.
- 10 april
  - Tsuyoshi Doumoto, japansk skådespelare och musiker, sångare i Kinki Kids.
  - Sophie Ellis-Bextor, brittisk sångare.
- 16 april – Björn Sikström, svensk tonsättare.
- 23 april – Lauri Ylönen, finländsk kompositör och musiker, sångare och låtskrivare i The Rasmus.
- 24 april
  - Rebecca Lynn Howard, amerikansk countryartist.
  - Marie Picasso, svensk sångare.
  - Eric Schüldt, svensk programledare i radio.
- 29 april – Jo O'Meara, brittisk musiker.
- 1 maj – Pauli Rantasalmi, gitarrist i The Rasmus.
- 4 maj – Lance Bass, bassångare i N*sync.
- 9 maj – Pierre Bouvier, sångare i bandet Simple Plan.
- 6 juni – Emil Lindroth, svensk musikproducent och skådespelare.
- 12 juni – Robyn, svensk sångare.
- 30 juni – Matisyahu, chasidism reggae sånger.
- 25 juli – Timo Räisänen, svensk rockmusiker.
- 26 juli – Derek Paravicini, blind och autistisk pianist.
- 3 augusti – Maria Haukaas Storeng, norsk sångare.
- 6 augusti – Megumi Okina, japansk skådespelare, fotomodell och sångare.
- 8 september – Pink, amerikansk artist.
- 2 oktober – Maja Ivarsson, svensk musiker, sångare i The Sounds.
- 14 oktober – Josef Tingbratt, svensk musiker, sångare i rockbandet Kite från Vårgårda.
- 16 oktober – Lina Järnegard, svensk tonsättare.
- 28 oktober – Aki Hakala, trummis i The Rasmus.
- 1 november – Alex Falk, svensk sångare och artist.
- 3 november – Marcus Fjellström, svensk tonsättare och multimediakonstnär.
- 5 november – Nick Gigler, trummis i Mest.
- 27 november – Eero Heinonen, finländsk musiker, basist i The Rasmus.
- 3 december – Daniel Bedingfield, nyzeeländsk musiker.

## Avlidna
- 5 januari – Charles Mingus, 56, amerikansk kompositör och jazzmusiker.[6]
- 13 januari – Donny Hathaway, 33, amerikansk soulmusiker.
- 22 januari – Jalmar Arvinder, 79, svensk kompositör.
- 2 februari – Sid Vicious, 21, brittisk artist från punkgruppen Sex Pistols.
- 27 februari – John Norrman, 83, svensk musiklärare och tonsättare.
- 26 mars – Einar Beyron, 78, svensk hovsångare.[6]
- 10 april – Nino Rota, 67, italiensk kompositör.
- 18 april – Jullan Kindahl, 94, svensk skådespelare och sångare.
- 21 april – Viktor Leander, svensk bonde, spelman, konsthantverkare och grundare av Republiken Åsen.
- 24 april – Theodor Olsson, 69, svensk kompositör och musiker (fiol).
- 28 mars – Sigurd Ågren, 67, svensk kapellmästare.[6]
- 29 juni – Paul Dessau, 84, tysk tonsättare.[6]
- 10 juli – Arthur Fiedler, 84, amerikansk dirigent.[6]
- 24 juli – Frank Vernon, 76, svensk saxofonist, cellist och orkesterledare.
- 12 augusti – Inger Juel, 52, svensk skådespelare och sångare.
- 13 augusti – Åke Jelving, 71, svensk kompositör, dirigent och musiker (violin).
- 25 augusti – Stan Kenton, 67, amerikansk jazzmusiker.[6]
- 6 september – Ronald Binge, 69, brittisk kompositör och textförfattare.
- 27 september – Gracie Fields, 81, brittisk skådespelare och sångare.
- 13 oktober – Ulla Castegren, 69, svensk skådespelare och sångare.
- 14 oktober – Lasse Dahlquist, 69, svensk kompositör, vissångare och skådespelare.[6]
- 30 december – Richard Rodgers, 77, amerikansk kompositör.[6]

### Fotnoter
1. ↑  Poplight – Melodifestivalen Arkiverad 4 juli 2013 hämtat från the Wayback Machine..
2. ↑  Poplight – Eurovision Song Contest.
3. 1 2  Hundra år i Sverige – 1979, Hans Dahlberg, Albert Bonniers, 1999
4. ↑  ”Ingen musikstil har blivit lika aktivt hatad som disco”. 30 december 2010. http://www.gradvall.se/artiklar.asp?entry_id=709. Läst 15 maj 2011.
5. ↑  ”A Brief History of The Walkman”. Time. Arkiverad från originalet den 9 juni 2012. https://web.archive.org/web/20120609160346/http://www.time.com/time/nation/article/0,8599,1907884,00.html. Läst 24 december 2010.
6. 1 2 3 4 5 6 7 8 9 10 11   Horisont 1979. Bertmarks
7. ↑  ”Svensk mediedatabas”. http://smdb.kb.se/catalog/search?q=%22Alls%C3%A5ng+p%C3%A5+Skansen%22+typ%3Atv&sort=OLDEST. Läst 6 april 2011.
8. ↑  ”Svensk mediedatabas”. http://smdb.kb.se/catalog/search?q=M%C3%A5ndagsb%C3%B6rsen+typ%3Atv&sort=OLDEST. Läst 31 mars 2011.
9. ↑  ”Svensk mediedatabas”. http://smdb.kb.se/catalog/search?q=%22TV+25+%C3%A5r+-+jubileum+med+musik%22+typ%3Atv&sort=OLDEST. Läst 6 april 2011.
10. ↑  Horisont 1979, Bertmarks förlag, sidan 282 – Dödskoncert i Cincinnati
11. ↑  ”ABBA”. Arkiverad från originalet den 20 juli 2011. https://web.archive.org/web/20110720072048/http://www.abbasite.com/the-story/history/success. Läst 28 juli 2011.
12. 1 2 3 4 5 6  ”ABBA Annual 1979”. Arkiverad från originalet den 23 maj 2013. https://web.archive.org/web/20130523015000/http://www.abbaannual.com/1979.htm. Läst 5 januari 2011.
13. ↑  http://www.abbaannual.com/1975.htm Arkiverad 23 maj 2013 hämtat från the Wayback Machine. ABBA 1975
14. ↑  ”Poplight – Kikki Danielsson”. Arkiverad från originalet den 27 oktober 2010. https://web.archive.org/web/20101027144051/http://poplight.zitiz.se/artist/kikki-danielsson. Läst 5 januari 2011.
15. ↑  Gyllene Tiders diskografi Arkiverad 24 september 2015 hämtat från the Wayback Machine.